# アンディ人
アンディ人（アンディじん、アンディ語: къӀваннал;  アヴァル語: ГӀандал;  ロシア語: Андийцы;  英語: Andi people）とは、ロシア連邦のダゲスタン共和国に居住するアヴァール人の一派である。

## 概要
アンディ人はダゲスタンの先住民族で、主にダゲスタン共和国西部の村々に居住している。北東コーカサス語族のアヴァル・アンディ諸語に属するアンディ諸語のアンディ語を話す。
アンディ諸語には、アフバフ語、バグバリ語、ボトリフ語、チャマラル語、ゴドベリ語、カラタ語、ティンディ語が含まれる。これらの話者はアンディ諸民族と括られるが、人口統計ではまとめてアヴァール人として統計されている。